# Opava (Tchéquie)
Pour l’article homonyme, voir Opava.
Opava (en allemand : Troppau ; en polonais : Opawa) est une ville de la région de Moravie-Silésie, en Tchéquie, et le chef-lieu du district d'Opava. Sa population s'élevait à 55 600 habitants en 2024.

## Géographie
La ville se situe dans la région historique de Silésie, près de la frontière polonaise. Opava est arrosée par la rivière éponyme, un affluent de l'Oder. Le centre urbain se trouve à 30 km au nord-ouest d'Ostrava et à 248 km à l'est de Prague.

## Histoire
Au XIIe siècle, la ville commença à se développer au point de passage de la rivière Opava, au nord du château de Hradec , où une route commerciale reliait le margraviat de Moravie au duché de Silésie au sein du royaume de Pologne. La localité d’Opavia est mentionnée pour la première fois en 1195. À cette époque, sous l'impulsion du duc Henri Ier, la région a été marquée par la colonisation germanique, notamment par des commerçants et des artisans (drapiers) qui se sont installés ici.
En 1224 déjà, le bourg où on parle l'allemand et le tchèque a reçu le privilège urbain selon le droit de Magdebourg, conféré par le roi Ottokar Ier de Bohême ; l'attribution du droit d'étape suivit en 1284. C'est là que se trouve un siège de l'ordre Teutonique, mais également des chevaliers de Saint-Jean, de l'ordre franciscain et des Frères prêcheurs. En 1241, la ville fut dévastée au cours de l'invasion mongole.
Avec le transfert de la résidence du duc Nicolas II à Opava en 1318, la ville devient la capitale du duché d'Opava, l'un des duchés de Silésie, gouverné par une lignée illégitime de l'ancienne dynastie bohémienne des Přemyslides. Le duc Przemko Ier fit reconstruire le château fort d'Opava vers 1400. Sous la domination de la couronne de Bohême, la ville a été acquise par Georges de Poděbrady ; en 1485, elle est entrée en possession du roi Matthias Corvin puis, en 1501, de Sigismond Ier de Pologne.
En 1526, le duché d'Opava revint à la monarchie de Habsbourg ; le titre de duc a été conféré au prince de Liechtenstein en 1613. Vers 1680, la Compagnie de Jésus fait construire une grande église en style baroque. Le territoire a fait partie des rares domaines de Silésie toujours rattachés à la couronne des Habsbourg après que la majeure partie du pays a été annexée par le royaume de Prusse au cours des guerres de Silésie. Ainsi, le terrain restant est renommé Silésie autrichienne avec Opava (Troppau) comme capitale de 1742 à 1918.

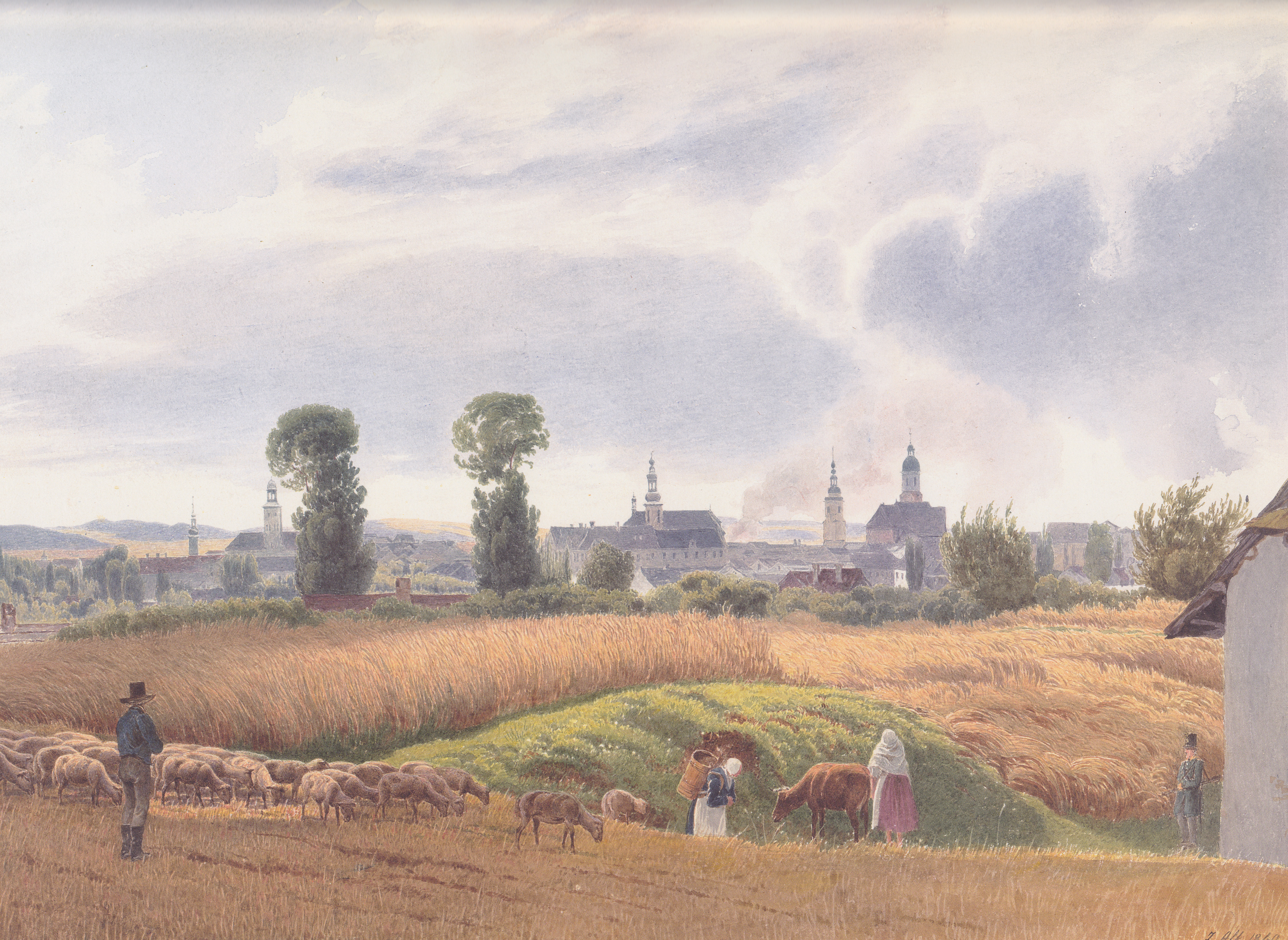
Opava en 1840, peinture de Jakob Alt.

Sous l'égide de l'empire d'Autriche, la conférence de Troppau se déroule notamment dans cette ville en 1820. Jusqu'à la fin de la Première Guerre mondiale, la ville de fait partie de l'Autriche-Hongrie (Cisleithanie après le compromis de 1867), chef-lieu du district de même nom, l'un des huit Bezirkshauptmannschaften en Silésie autrichienne. C'est alors une des trois villes autonomes de la Silésie autrichienne, avec Bielitz et Friedek.
Après la défaite austro-hongroise en 1918, la ville, rebaptisée Opava, devient une ville de Tchécoslovaquie. En octobre 1938, la ville, majoritairement habitée par une population germanophone, est annexée par le Troisième Reich, conformément aux accords de Munich en ce qui concerne la région des Sudètes. La région d'Opava a accueilli pendant la Seconde Guerre mondiale, divers camps, de travail ou de concentration, dont le KZ Skrochowitz de Brumovice, pour 700 Polonais prisonniers après la campagne de Pologne. Après la capitulation de la Wehrmacht, les décrets Beneš (1945) contraignent la population germanophone de la ville à s'exiler : une grande partie des Allemands des Sudètes s'installe dans la région de Bamberg, en Bavière, laissant la place aux Tchèques.

## Galerie

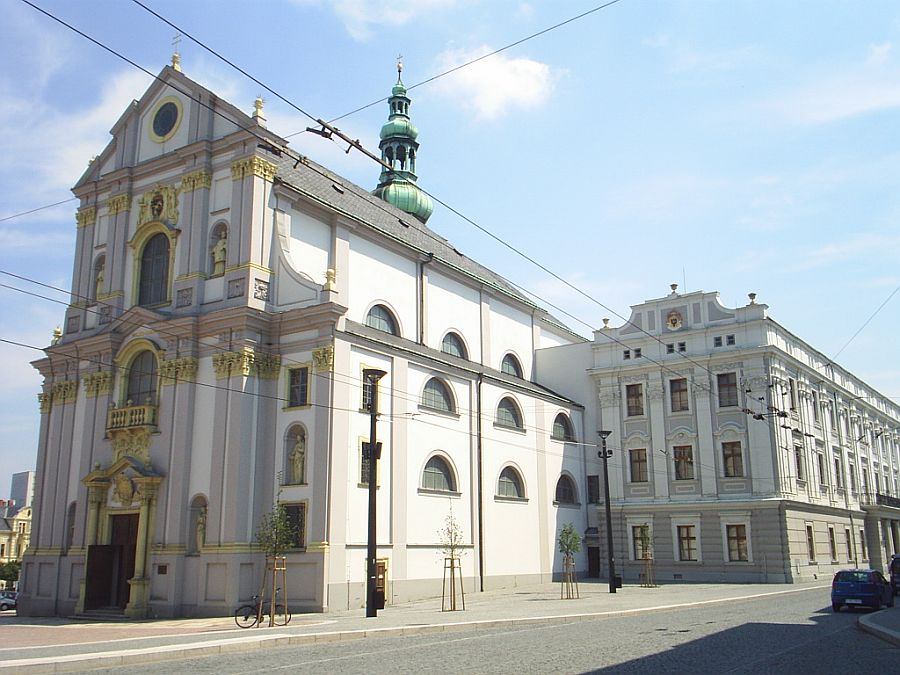
L'église des jésuites.
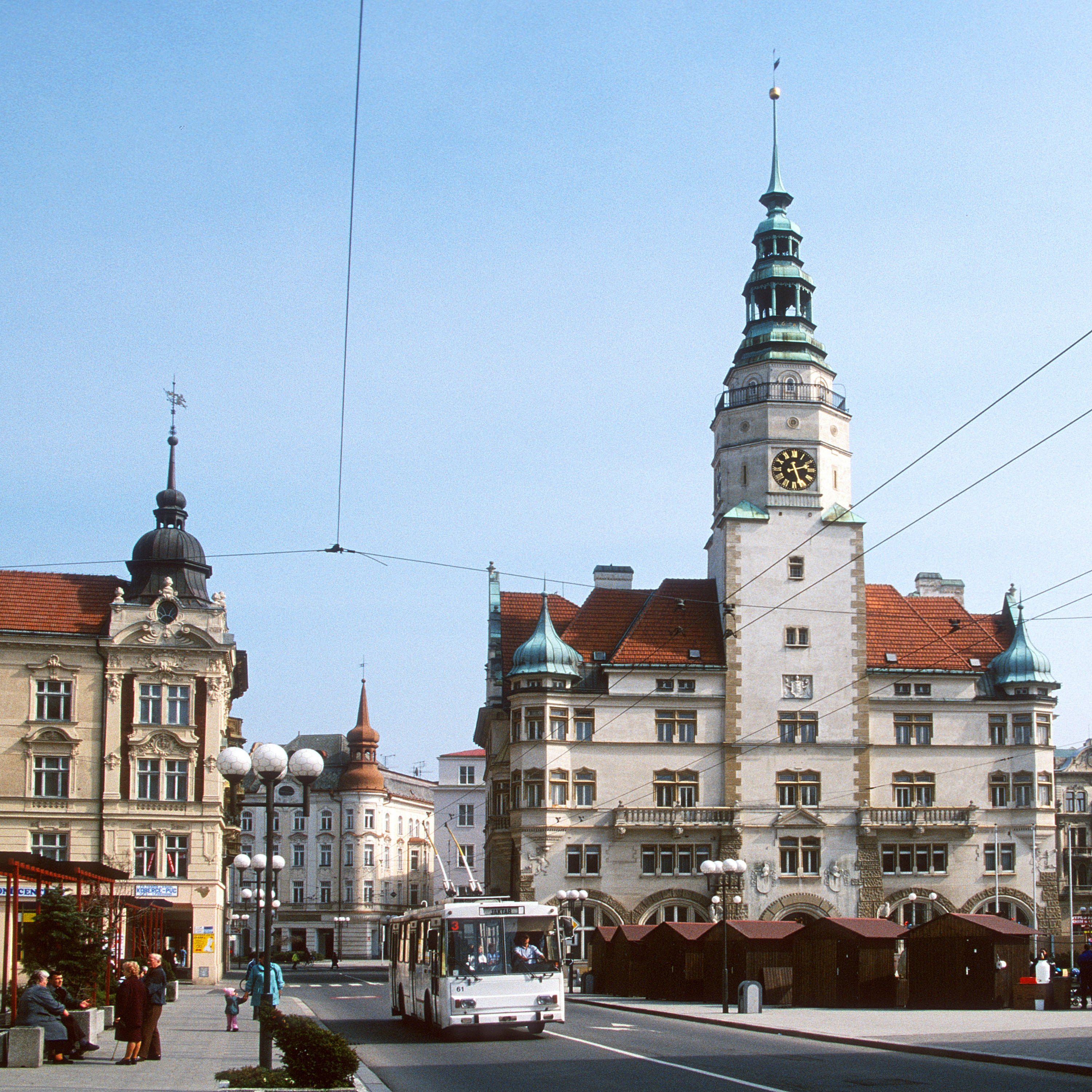
L'hôtel de ville.

## Population
Recensements (*) ou estimations de la population :
| 1869*  | 1880*  | 1890*  | 1900*  | 1910*  | 1921*  |
| ------ | ------ | ------ | ------ | ------ | ------ |
| 27 011 | 32 105 | 35 698 | 42 043 | 47 361 | 49 366 |

| 1930*  | 1950*  | 1961*  | 1970*  | 1980*  | 1991*  |
| ------ | ------ | ------ | ------ | ------ | ------ |
| 36 030 | 35 576 | 42 458 | 50 275 | 59 384 | 62 815 |

| 2001*  | 2011*  | 2015   | 2016   | 2017   | 2018   |
| ------ | ------ | ------ | ------ | ------ | ------ |
| 61 382 | 58 351 | 57 772 | 57 676 | 57 387 | 57 019 |

| 2019   | 2020   | 2021*  | 2022   | 2023   | 2024   |
| ------ | ------ | ------ | ------ | ------ | ------ |
| 56 638 | 56 450 | 55 146 | 54 840 | 55 512 | 55 600 |

## Transports
Par la route, Opava se trouve à 34 km d'Ostrava et à 324 km de Prague.

## Économie
L'économie de la ville repose sur l'industrie, avec des entreprises d'agroalimentaire, de papeterie et de pharmaceutique. Le site de production de Teva Czech Industries, dont 98 % de la production est exportée, emploie 1 700 personnes en 2023. Mondelez International y opère la plus grande usine de production de biscuits en Europe,, où travaillent près de 1 000 personnes.

## Personnalités
- Martin d'Opava (mort en 1278), historien et chroniqueur ;
- Amandus Polanus von Polansdorf (1561-1610), théologien protestant ;
- Rudolf Chrobak (1843-1910), gynécologue ;
- Johann Palisa (1848-1925), astronome ;
- Moritz von Auffenberg (1852-1928), général ;
- Felix Woyrsch (1860-1944), compositeur ;
- Petr Bezruč (1867-1958), écrivain et poète ;
- Josef Maria Olbrich (1867-1908), architecte ;
- Emilie Kurz (1874-1934), actrice ;
- Leo Haas (1901-1983), illustrateur ;
- Franz Bardon (1909-1958), occultiste ;
- Joy Adamson (1910-1980), naturaliste ;
- Miroslav Fryčer (1959-2021), joueur et entraîneur de hockey sur glace ;
- Zdeněk Bakala (né en 1961), homme d'affaires ;
- Bohdan Sláma (né en 1967), metteur en scène ;
- David Moravec (né en 1973), joueur de hockey sur glace ;
- Zdeněk Pospěch (né en 1978), footballeur ;
- Zuzana Ondrášková (née en 1980), joueuse de tennis ;
- Jakub Holuša (né en 1988), athlète ;
- Jan Kudlička (né en 1988), athlète ;
- Radek Faksa (né en 1994), joueur de hockey sur glace.

## Jumelages
La ville d'Opava est jumelée avec :
- Liptovský Mikuláš (Slovaquie)
- Racibórz (Pologne)
- Roth (Allemagne)